# Hamilton Township (Atlantic County, New Jersey)
Hamilton Township ist ein Township im Atlantic County, New Jersey, USA. Bei der Volkszählung von 2000 wurde eine Bevölkerungszahl von 20.499 registriert.

## Geographie
Nach dem United States Census Bureau hat die Stadt eine Gesamtfläche von 292,6 km², wovon 288,2 km² Land und 4,4 km² (1,51 %) Wasser ist.

## Geschichte
Eine Brücke und ein Schiff des Hamilton Townships sind im National Register of Historic Places (NRHP) eingetragen (Stand 28. September 2018), der Schoner Weymouth und die Weymouth Road Bridge.

## Demographie
Nach der Volkszählung von 2000 gibt es 20.499 Menschen, 7.148 Haushalte und 5.039 Familien in der Stadt. Die Bevölkerungsdichte beträgt 71,1 Einwohner pro km². 71,45 % der Bevölkerung sind Weiße, 19,26 % Afroamerikaner, 0,29 % amerikanische Ureinwohner, 3,29 % Asiaten, 0,05 % pazifische Insulaner, 3,33 % anderer Herkunft und 2,33 % Mischlinge. 7,91 % sind Latinos unterschiedlicher Abstammung.
Von den 7.148 Haushalten haben 37,3 % Kinder unter 18 Jahre. 50,5 % davon sind verheiratete, zusammenlebende Paare, 15,0 % sind alleinerziehende Mütter, 29,5 % sind keine Familien, 22,2 % bestehen aus Singlehaushalten und in 5,6 % Menschen sind älter als 65. Die Durchschnittshaushaltsgröße beträgt 2,72, die Durchschnittsfamiliengröße 3,21.
27,1 % der Bevölkerung sind unter 18 Jahre alt, 8,2 % zwischen 18 und 24, 35,9 % zwischen 25 und 44, 20,7 % zwischen 45 und 64, 8,2 % älter als 65. Das Durchschnittsalter beträgt 34 Jahre. Das Verhältnis Frauen zu Männer beträgt 100:99,4, für Menschen älter als 18 Jahre beträgt das Verhältnis 100:97,7.
Das jährliche Durchschnittseinkommen der Haushalte beträgt 50.259 USD, das Durchschnittseinkommen der Familien 54.899 USD. Männer haben ein Durchschnittseinkommen von 37.419 USD, Frauen 30.089 USD. Der Prokopfeinkommen der Stadt beträgt 21.309 USD. 6,6 % der Bevölkerung und 4,5 % der Familien leben unterhalb der Armutsgrenze, davon sind 9,1 % Kinder oder Jugendliche jünger als 18 Jahre und 6,6 % der Menschen sind älter als 65.